# Jerry Weller
Gerald C. Weller, detto Jerry (Streator, 7 luglio 1957), è un politico statunitense, membro della Camera dei Rappresentanti per lo stato dell'Illinois dal 1995 al 2009.

## Biografia
Dopo gli studi all'Università dell'Illinois, Weller lavorò come assistente di alcuni politici repubblicani, fra cui il Segretario dell'Agricoltura John Rusling Block.
Dal 1988 al 1994 servì nella legislatura statale dell'Illinois. Nel 1994, quando il deputato democratico George Sangmeister andò in pensione, Weller ne approfittò per candidarsi al suo seggio e riuscì a vincere le elezioni, sull'onda della cosiddetta "rivoluzione repubblicana". Venne riconfermato dagli elettori negli anni successivi e servì alla Camera dei Rappresentanti un totale di sette mandati. Nel 2008 rifiutò di candidarsi per l'ottavo mandato e si ritirò a vita privata, venendo succeduto dalla democratica Debbie Halvorson.
Durante la permanenza al Congresso, Weller era giudicato un repubblicano con posizioni generalmente in linea con quelle del suo partito.
Mentre era ancora deputato, nel luglio del 2004 annunciò il suo fidanzamento con la parlamentare guatemalteca Zury Ríos Montt, terzogenita dell'ex dittatore Efraín Ríos Montt. A novembre dello stesso anno Weller e la Ríos Montt si sposarono ad Antigua e nel 2006 ebbero una figlia, Marizú Catherine.